# Statistisches Bundesamt
Statistisches Bundesamt (Destatis) er Tysklands nationale statistikbureau og har hovedsæde i Wiesbaden. Det blev etableret i 1948 for at samle og organisere vigtig data om nationen.

## Eksterne links
- Wikimedia Commons har flere filer relateret til Statistisches Bundesamt
- Officielle hjemmeside

50°4′15.62″N 8°15′8.42″Ø / 50.0710056°N 8.2523389°Ø